# 豊後牛
豊後牛（ぶんごぎゅう）は、大分県で生産される黒毛和種の和牛、及び、その牛肉。2007年（平成19年）10月5日に、地域団体商標として登録されている（商標登録第5081419号）。

## 概要
大分県産の和牛の銘柄については、JA全農大分県本部が地域団体商標した豊後牛を用いており、2007年からは豊後牛流通促進対策協議会がThe・おおいた豊後牛の認定を始めていた。その一方、玖珠郡玖珠町では玖珠牛、杵築市山香町では山香牛、豊後大野市朝地町では朝地牛と産地毎の銘柄も用いられていた。そこで、豊後牛流通促進対策協議会は2013年4月に豊後牛の銘柄をおおいた豊後牛に統一することを決定した。
全国和牛能力共進会などの品評会で受賞した和牛の血筋を引くものが多いと称する。
以下の基本的な基準を満たす牛肉が、おおいた豊後牛とされる。
- 黒毛和種
- 大分県内で最も長く肥育されていること
- 生後月齢が36か月未満
- 肉質等級が2等級以上

さらに、このうち肉質等級が4等級以上のものを「おおいた豊後牛 極」とし、2013年4月22日から販売を開始したが、すでに民間業者によって商標登録されていたことが判明したため、同年5月11日から同ブランドでの販売を見合わせ、同年9月に新たな名称が「おおいた豊後牛 頂」（いただき）に決定した。

## 歴史
明治39年に大分県農業技術センター畜産部(現在の大分県農林水産研究指導センター)が開場し豊後牛の品質改良に取り組みが始まった。1915年（大正4年）「牛の神様」とまで称賛された前田辰雄が大分県畜産主任技師に着任し豊後牛の改良に取り組んだところ、1921年（大正10年）の全国畜産博覧会で大分県産の種雄牛「千代山号」が最優秀賞の一等一席を受賞し、銀座でパレードを行ったという記録がある。
その後、昭和40年代から飯田高原などで牧草地の開発が行われ、飼養頭数が増加。1983年（昭和58年）に生まれた種雄牛「糸福」号や、1992年（平成4年）に大分県で開催された「第6回全国和牛能力共進会」などがあった。「糸福」は種雄牛として特に優秀で、その産子は約4万頭に上る。近年では、2002年の第8回全国和牛能力共進会において、「糸福」の血を引いた「寿恵福」が「肉牛の部」で内閣総理大臣賞を受賞した。

## 豊後牛肉通行手形
JA全農おおいたでは、豊後牛肉の生産履歴を証明する「豊後牛肉通行手形」を発行している。この通行手形には、
- 出荷された豊後牛の名前
- 耳標番号
- 生年月日
- 生産者の名前
- 与えた飼料
- 食肉処理を行った場所
- BSE検査を行った機関

などが記載されている。